# Breštane
Breštane falu Horvátországban, Lika-Zengg megyében. Közigazgatásilag Udbinához tartozik.

## Fekvése
Gospićtól légvonalban 21 km-re, közúton 49 km-re keletre, községközpontjától légvonalban 10 km-re, közúton 23 km-re északnyugatra, a Korbava mező nyugati szélén, a Likai-középhegység lábánál fekszik.

## Története
A falunak 1857-ben 189, 1910-ben 354 lakosa volt. A trianoni békeszerződés előtt Lika-Korbava vármegye Udbinai járásához tartozott. Ezt követően előbb a Szerb-Horvát-Szlovén Királyság, majd Jugoszlávia része lett. 1991-ben lakosságának 87 százaléka horvát volt. A falunak 2011-ben 5 lakosa volt.

## Lakosság
| Lakosság változása | Lakosság változása | Lakosság változása | Lakosság változása | Lakosság változása | Lakosság változása | Lakosság változása | Lakosság változása | Lakosság változása | Lakosság változása | Lakosság változása | Lakosság változása | Lakosság változása | Lakosság változása | Lakosság változása | Lakosság változása |
| ------------------ | ------------------ | ------------------ | ------------------ | ------------------ | ------------------ | ------------------ | ------------------ | ------------------ | ------------------ | ------------------ | ------------------ | ------------------ | ------------------ | ------------------ | ------------------ |
| 1857               | 1869               | 1880               | 1890               | 1900               | 1910               | 1921               | 1931               | 1948               | 1953               | 1961               | 1971               | 1981               | 1991               | 2001               | 2011               |
| 189                | 0                  | 0                  | 397                | 444                | 354                | 418                | 431                | 253                | 264                | 218                | 178                | 92                 | 46                 | 21                 | 5                  |

(1869-ben és 1880-ban lakosságát Podlapačához számították.)